# Diodesma
Diodesma is een geslacht van kevers uit de familie somberkevers (Zopheridae).

## Soorten
Deze lijst is mogelijk niet compleet.
- D. denticinta
- D. subterranea